# Keiko Toda
Keiko Toda (戸田 恵子?, Toda Keiko; Nagoya, 12 settembre 1957) è una doppiatrice e attrice giapponese, affiliata con la 81 Produce. 
Il suo ruolo più celebre è quello di Anpanman nella longeva serie animate per bambini Soreike! Anpanman e Hitomi in Occhi di gatto. Ha inoltre doppiato il personaggio di Thomas in Il trenino Thomas dalla prima all'ottava stagione. È la voce ufficiale in Giappone di Jodie Foster.
È stata sposata con il collega Shūichi Ikeda, con cui aveva lavorato sul set di Gundam, ma hanno in seguito divorziato e la doppiatrice si è risposata con il cantante Junichi Inoue.

## Ruoli come doppiatrice

### Serie animate
- Angel in Stitch!
- Anpanman in Soreike! Anpanman
- Kitarou in GeGeGe no Kitarou (3rd Series)
- Hitomi Kisugi in Occhi di gatto
- Matilda Ajan in Mobile Suit Gundam
- Karala Ajiba in Ideon
- Hajime Amamori in La regina dei mille anni
- Kaoru Orihara in Caro fratello
- Osono in Kiki - Consegne a domicilio
- Thomas in Il trenino Thomas
- Valcuria/Guyver II in Guyver: Out of Control
- Sally Carrera in Cars - Motori ruggenti
- Sonic e Sonia in Sonic Underground
- Mr Happy in Mr Men
- Budgie in Budgie the Little Helicopter
- Teatinu in Healin' Good Pretty Cure
- Oscar François de Jarjayes in Lady Oscar

### Film
- Shino Sakunaga in I colori dell'anima (Kimi no Iro)

## Ruoli come attrice

### Cinema
- Byakuyakō (2010)
- Love Letters at Sixty (2009)
- Waruboro (2007)
- Tenshi no Tamago (2006)
- The Uchoten Hotel (2006)
- Nin x Nin: Ninja Hatori-kun, the Movie (2004)
- Rajio no jikan (1997)

### Televisione
- 5-ji Kara 9-ji Made: Watashi ni Koi Shita Obōsan (Fuji TV, 2015)
- HUNTER ~Sono Onnatachi, Shoukin Kasegi~ (Fuji TV, KTV, 2011)
- Chouchou-san (NHK, 2011)
- Umareru (TBS, 2011)
- Misaki Number One! (NTV, 2011)
- The Music Show (NTV, 2011)
- Sazae-san SP 2 (Fuji TV, 2010)
- Inu no Omawarisan (TBS, 2010)
- Wagaya no rekishi (Fuji TV, 2010)
- Mama wa Mukashi Papa datta (WOWOW, 2009)
- Mr. Brain (TBS, 2009, epi 1)
- Konkatsu! (Fuji TV, 2009)
- Arifureta Kiseki (Fuji TV, 2009)
- Giragira (TV Asahi, 2008, epi 1)
- Koi no Kara Sawagi Drama Special Love Stories V (NTV, 2008)
- Taiyō to umi no kyōshitsu (Fuji TV, 2008)
- Shikaotoko Aoniyoshi (Fuji TV, 2008, ep9-10)
- Kimi ga Kureta Natsu (NTV, 2007)
- Bambino! (NTV, 2007)
- Dance Drill (Fuji TV, 2006)
- Junjo Kirari (NHK, 2006)
- Densha otoko (serie televisiva) (Fuji TV, 2005, epi 11)
- Tatta Hitotsu no Takara Mono (NTV, 2004)
- Rikon Bengoshi 2 (Fuji TV, 2005)
- Makeinu no Toboe (NTV, 2005)
- Tokugawa Tsunayoshi - Inu to Yobareta Otoko (Fuji TV, 2004)
- Churasan 3 (NHK, 2004)
- Aijou Ippon (NTV, 2004)
- Shinsengumi (serie televisiva) (NHK, 2004)
- Igi Ari! (TV Asahi, 2004)
- Taikoki (Fuji TV, 2003)
- Ashita Tenki ni Naare (NTV, 2003)
- 14 Getsu (NTV, 2003)
- Churasan 2 (NHK, 2003)
- Tensai Yanagisawa Kyoju no Seikatsu (Fuji TV, 2002)
- HR (Fuji TV, 2002)
- Shomuni 3 - Tokunaga Azusa (Fuji TV, 2002)
- Star no Koi (Fuji TV, 2001)
- Kochira Dai San Shakaibu (TBS, 2001)
- Hyoten 2001 (TV Asahi, 2001)
- Shin Omizu no Hanamichi (Fuji TV, 2001)
- Churasan (NHK, 2001)
- Hero (Fuji TV, 2001, ep11)
- Style! (TV Asahi, 2000)
- Shomuni 2 as Tokunaga Azusa (Fuji TV, 2000)
- Tengoku no Kiss (TV Asahi, 1999)
- Kizu Darake no Onna (Fuji TV, 1999)
- Omizu no Hanamichi (Fuji TV, 1999)
- Sekai de Ichiban Papa ga Suki (Fuji TV, 1998)
- Shomuni as Tokunaga Azusa (Fuji TV, 1998)
- Souri to Yobanaide (Fuji TV, 1997)
- Kiken na Venus (2020)

### Film d'animazione
- Rosaria in Lupin III - L'amore da capo: Fujiko's Unlucky Days
- Hitomi Kisugi in City Hunter The Movie: Angel Dust
- Dan in Vampire Hunter D